# Constant Bodenheimer
Constant Bodenheimer (Porrentruy, 3 mei 1836 - Straatsburg, 23 november 1893) was een Zwitsers politicus.
Constant Bodenheimer was afkomstig uit Porrentruy, de hoofdstad van de Jura. Hij volgde onderwijs aan het College van Porrentruy en studeerde daarna rechten aan Duitse universiteiten. Tijdens de Krimoorlog (1853-1856) streed hij in een Engels regiment. Van 1867 tot 1870 was hij leraar aan de Kantonschool van Porrentruy.
Constant Bodenheimer, die behoorde tot de ultraradicale vleugel van de Radicale Partij (voorloper van de huidige Vrijzinnig Democratische Partij), werd in 1870 in de Regeringsraad van het kanton Bern gekozen. Hij beheerde het departement van Binnenlandse Zaken. Van 1 juni 1874 tot 31 mei 1875 was hij voorzitter van de Regeringsraad (dat wil zeggen regeringsleider) van het kanton Bern. In 1878 werd hij niet herverkozen als lid van de Regeringsraad.
Ofschoon een aanhanger van de vrije markteconomie, zette hij zich in voor de totstandkoming van een fabriekswetgeving (1877). Hij gold als een expert op het gebied van verzekerings- en belastingvraagstukken. 
Constant Bodenheimer was van 1874 tot 1878 lid van de Kantonsraad (eerste kamer Bondsvergadering) en van 1878 tot 1880 was hij lid van de Grote Raad van het kanton Bern.
In 1880 trok hij zich uit de politiek terug en werkte als journalist bij de Gazette de Lausanne en de Berner Nachrichten. Daarna was hij redacteur van de Le Jura. Laatstelijk was het Journal d'Alsace in Straatsburg. 
Tijdens de Kulturkampf was Bodenheimer heftig antiklerikaal en bleek hij weinig concessiebereid. Naarmate hij ouder werd, werd hij toleranter. 
Hoewel rooms-katholiek gedoopt stierf hij Evangelisch-Gereformeerd en werd op een Gereformeerde begraafplaats begraven. Hij stierf op 57-jarige leeftijd, op 23 november 1893.